# Sterling Hitchcock
Sterling Alex Hitchcock (Fayetteville, Carolina del Norte, 29 de abril de 1971), más conocido como Sterling Hitchcock, es un exjugador profesional estadounidense de béisbol que se desempeñó en la posición de lanzador en las Grandes Ligas de Béisbol (MLB). Logró obtener el premio MVP (jugador más valioso de la Serie de Campeonato de la Liga).

## Carrera
Hitchcock jugó como profesional cuatro temporadas en New York Yankees (1992-1995), después pasó por varios equipos, Seattle Mariners (1996), San Diego Padres (1997-2001), New York Yankees (2001-2003), St. Louis Cardinals (2003), y finalmente, regresó a San Diego Padres, donde jugó una temporada (2004), y fue el equipo en el que se retiró.

## Premios
Fue galardonado con el MVP (jugador más valioso de la Serie de Campeonato de la Liga) en una oportunidad (1998).